# Phryxe retusa
Phryxe retusa là một loài ruồi trong họ Tachinidae.